# 김대성 (희극인)
김대성(金大成, 1983년 5월 18일 ~ )은 대한민국의 희극 배우이다.

## 활동
KBS 《개그사냥》으로 데뷔 후 2007년 MBC 공채시험에 합격하여 MBC 16기 공채 개그맨이 되었으나, 다시 2008년 KBS 공채시험을 통해 KBS 23기 개그맨으로 데뷔하였다. MBC에서 KBS로 옮겨 간 이유는 가까이 지내던 개그맨들이 대부분 KBS에 있었기 때문이기도 하며, 《개그콘서트》에 대한 동경심이 있었기 때문이었다고 한다. 이 후 《개그콘서트》의 〈꽃미남 수사대〉, 〈잠복근무〉 등 다수의 코너에 출연을 하며 인지도를 쌓아 갔고, 〈이 죽일놈의 사랑〉 에선 소꿉친구 김대성을 쫓아다니는 역할의 박지선과 메인으로 등장하여 비중있는 역할을 맡았다. 이 후 〈정여사〉에서 '정여사' 역을 맡은 정태호의 딸 '소피'역으로 출연하였다. 얼마 뒤 〈친한친구〉 코너에서는 박성광과 함께 분위기 파악 못하는 진상 친구역으로 나와 친구 이동윤을 골치아프게 하는 연기를 펼쳤다. 〈친한친구〉 코너는 얼마 안 가 막을 내렸지만, 〈정여사〉 코너는 날이 갈 수록 인기를 얻으며 계속 이어나갔다. 김대성은 〈정여사〉 코너에서 분량이 많지는 않았지만 그의 여장이 의외로 잘 어울렸고, 진짜 여자같은 외모에 완벽한 여성연기까지 더해 여장계의 한 획을 그은 개그맨이라는 평을 받기도 했다. 2013년에 들어서는 김대성이 어린 나이에 왕위에 올라 신하들의 무시를 받는 역할로 나온 코너인 〈왕해〉를 방송했다. 신하 이동윤과 이광섭의 얄미운 연기와 정명훈의 왕에게 반말을 하며 무시하는 연기로 인기를 얻어 코너별 시청률 2위까지 오르는 성과를 냈다. 그러나 이 역시 얼마 안 가서 막을 내렸고, 〈정여사〉 코너 또한 700회를 기점으로 《개그콘서트》의 대대적인 코너 물갈이를 피하지 못 했다. 〈정여사〉는 2013년 6월 16일 게스트 미란다 커의 특별출연 특집을 마지막회로 11개월의 장수 끝에 막을 내렸다. 《개그콘서트》 이외에도 2008년~2009년까지 《위기탈출 넘버원》에서는 '백수호' 역으로 출연해 각종 안전사고들의 위험성을 알리고 예방법을 소개하기도 했으며, KBS의 드라마들에서는 카메오로도 등장하여 연기를 펼치기도 했다. 또, 오렌지 카라멜의 까탈레나 뮤비에 출연하였으며 KBS 《뮤직뱅크》에 특별출연하기도 하였다.

## 학력
- 대구경운중학교 (졸업)[2]
- 경북대학교 사범대학 부설고등학교 (졸업)
- 백제예술대학 방송연예학과 전문학사 (졸업)

## 방송 활동
예능
- KBS2 《개그사냥》
  - 〈낯가려〉
- KBS2 《개그콘서트》
  - 〈꽃미남 수사대〉
  - 〈슈퍼스타 KBS〉
  - 〈사랑합니다 고객님〉
  - 〈사랑합니다 형님〉
  - 〈국가대표〉
  - 〈상상형제〉
  - 〈공부의 신〉
  - 〈배신자〉
  - 〈컴백〉
  - 〈어색극단〉
  - 〈봉숭아학당〉
  - 〈잠복근무〉
  - 〈비상대책위원회〉비서 역
  - 〈위대한 유산〉진행자 역
  - 〈두캅스〉
  - 〈토이스토리〉
  - 〈교무회의〉교장 선생님 역
  - 〈마이더스 황〉
  - 〈이 죽일놈의 사랑〉
  - 〈정여사〉소피 역
  - 〈친한친구〉
  - 〈왕해〉왕 역
  - 〈딸바보〉김혜선의 친구 역
  - 〈전설의 레전드〉나애리 역
  - 〈취해서 온 그대〉리차드 김 역
  - 〈쉰 밀회〉강준형 역
  - 〈우리 동네 청문회〉
  - 〈이 부부가 사는 법〉
  - 〈은밀하게 연애하게〉신입 경찰관 역
  - 〈민상토론〉
  - 〈아름다운 구속〉김하늘 역
  - 〈리얼 사운드〉
  - 〈가족같은〉김준호의 둘째 아들 역
  - 〈클라이 막장〉
  - 〈님은 딴곳에〉큐티 가이 역
  - 〈민상토론2〉
  - 〈대통형〉문체부장관 역
  - 〈연기돌〉진행자 역
- KBS2 《위기탈출 넘버원》
- KBS2 《최고의 커플, 미녀와 야수》
- KBS2 《당신이 한 번도 보지 못한 개그콘서트》
- KBS2 《출발 드림팀 시즌2》
- KBS1 《TV 유치원 파니파니》 MC
- MBC 《개그야》
  - 〈했어! 안했어?〉
  - 〈작살 여자 배구단〉
- SBS 《한밤의 TV연예》

드라마
- KBS2 《드라마 스페셜 - 노숙자씨의 행방》
- KBS2 《일말의 순정》
- SBS 《닥터스》
- MBC 《도둑놈, 도둑님》

광고
- 《빈폴》[3]
- 《KT》 - 광대역 LTE (나애리로 등장)
- 《Kakao》 - 쿠키를 부탁해 (나애리, 리차드 김으로 등장)

뮤직비디오
- 오렌지 캬라멜 - 《까탈레나》

공연
- 그놈은 예뻤다

라디오
- SBS 러브FM 《박영진, 박지선의 명랑특급》
- SBS 파워FM 《두시 탈출 컬투 쇼》

## 유행어
- 바꾸러 왔어요~ (정여사)
- oo해 (정여사)
- 확 그냥 막 그냥 여기저기 막 그냥~ (전설의 레전드)
- 리차드 김 이에요~ (취해서 온 그대)
- 제가 원래 이런 걸 묻는 스타일이 아닌데~(취해서 온 그대)
- 이 oo은 얼마에 형성되어 있죠? (취해서 온 그대)
- 이게 안되나요? (취해서 온 그대)
- oo 주세요[4](취해서 온 그대)
- 이게 팩틉니다. (우리동네 청문회)
- 아하~... (님은 딴 곳에)
- 저기 oo좀 치워주세요. (님은 딴 곳에)
- 탈락입니다! (연기돌)
- 들어가세요! (연기돌)
- 되게 복잡한 문제이긴 한데... (민상토론)

## 수상
- 2015년 KBS 연예대상 코미디부문 최우수코너상

## 경력
- 2010년 6월 명예119시민수상구조대원[5]

## 기타활동
- 개그콘서트 야구단 - 코치 (2012~현재)

## 인터뷰
| 단독 인터뷰 - 《월간 원광》 : KBS공채 23기 개그맨, 김대성 (2010년 6월) - 《티브이데일리》 : '교무회의' 김대성, "촌에서 온 인기없는 키작은 남자" (2012년 4월) - 《뉴스엔》 : ‘정여사’ 김대성 여장 자신감 “정태호 미모 나보다 떨어져” (2012년 10월) - 《뉴스엔》 : 김대성 어떻게 ‘개콘’ 진상개그 1인자 됐나 (2012년 10월) - 《레이디 경향》 : ‘개콘’ 정여사 딸 김대성의 진심 담긴 상상 초월 인터뷰 (2012년 12월) - 《OSEN》 : '개콘' 김대성 "김나희가 미녀? 내가 제일 예쁘다던데" (2013년 8월) | 단체 인터뷰 - 《연합뉴스》 : "이젠 개그도 보는 맛이죠" (2011년 4월) - 《텐아시아》 : “주인공은 아니어도 객석이 터지면 소름이 확 끼친다” (2012년 6월) - 《이데일리》 : "브라우니는 `정여사`의 신보라" (2012년 8월) - 《연합뉴스》 : "브라우니 단독 CF 문의까지 들어왔죠" (2012년 9월) - 《스포츠서울닷컴》 : '정여사' 정태호·김대성·송병철 "브라우니 질투나도 너~무 나" (2012년 9월) - 《조선닷컴》 : 잘나가는 개그맨들 '정여사팀을 만나다!!! (2012년 9월) - 《조선닷컴》 : '반품 생떼' 쓰니 인기... 브라우니는 반품 안해요 (2012년 9월) - 《더 데일리 포커스》 : 머리 싸매고 대본 짜는 건 우린데…브라우니 잘 나가도 너∼무 잘 나가 (2012년 10월) |

## 관련 인물
- 정태호
- 송병철
- 박성광
- 이광섭
- 황현희
- 김준현
- 김기열
- 이승윤
- 허경환
- 서태훈
- 유민상
- 박영진
- 김지민